# Rue Voltaire (Lille)
Pour les articles homonymes, voir Rue Voltaire.
La rue Voltaire est une rue de la commune de Lille, dans le département du Nord.

## Situation et accès
La rue, située dans le prolongement de la rue de la Halle à l’est et de la rue du Lieutenant-Colpin à l’ouest, relie la rue Saint-André à la rue Royale.
Elle donne accès au passage des Trois-Anguilles, le plus étroit de la ville, qui la relie à la rue Négrier.

## Origine du nom
Cette rue porte le nom de l’écrivain Voltaire.

## Historique
La rue a été ouverte lors de l’agrandissement de la ville en 1670 vers la Citadelle à la suite de la conquête de Lille par Louis XIV  sur un terrain qui avait été donné  aux Dominicains  par la Collégiale Saint-Pierre en 1234.  Le couvent des Dominicains fut indemnisé par Louis XIV à la valeur du terrain avant l’agrandissement (sans la plus-value créée par l’aménagement du nouveau quartier). 
Elle s’est appelée « rue des trois anguilles », puis rue d’Angoulême sous la Restauration. Elle fait partie des rues transverses perpendiculaires aux  axes principaux de la rue Royale et de la rue de Saint-André du réseau de voies ouvertes dans ce nouveau quartier.

## Description
La rue Voltaire est essentiellement résidentielle et comprend peu de commerces. La circulation en sens unique est très modérée. Elle comprend deux files de stationnement et deux étroits trottoirs.
Elle est bordée de maisons de la fin du XVIIe siècle et début XVIIIe siècle construites au cours des décennies ayant suivi l’agrandissement de la ville, maisons d’architecture lilloise à arcures dont une à l’angle de la rue Saint-André, maisons de « second rang » à « frontispice » réglé  par les architectes du roi afin d’embellir le paysage des rues par la régularité des façades (rez-de-chaussée à soubassement de grès, baies du rez-de-chaussée et d'étage entourées de cordons de pierre).

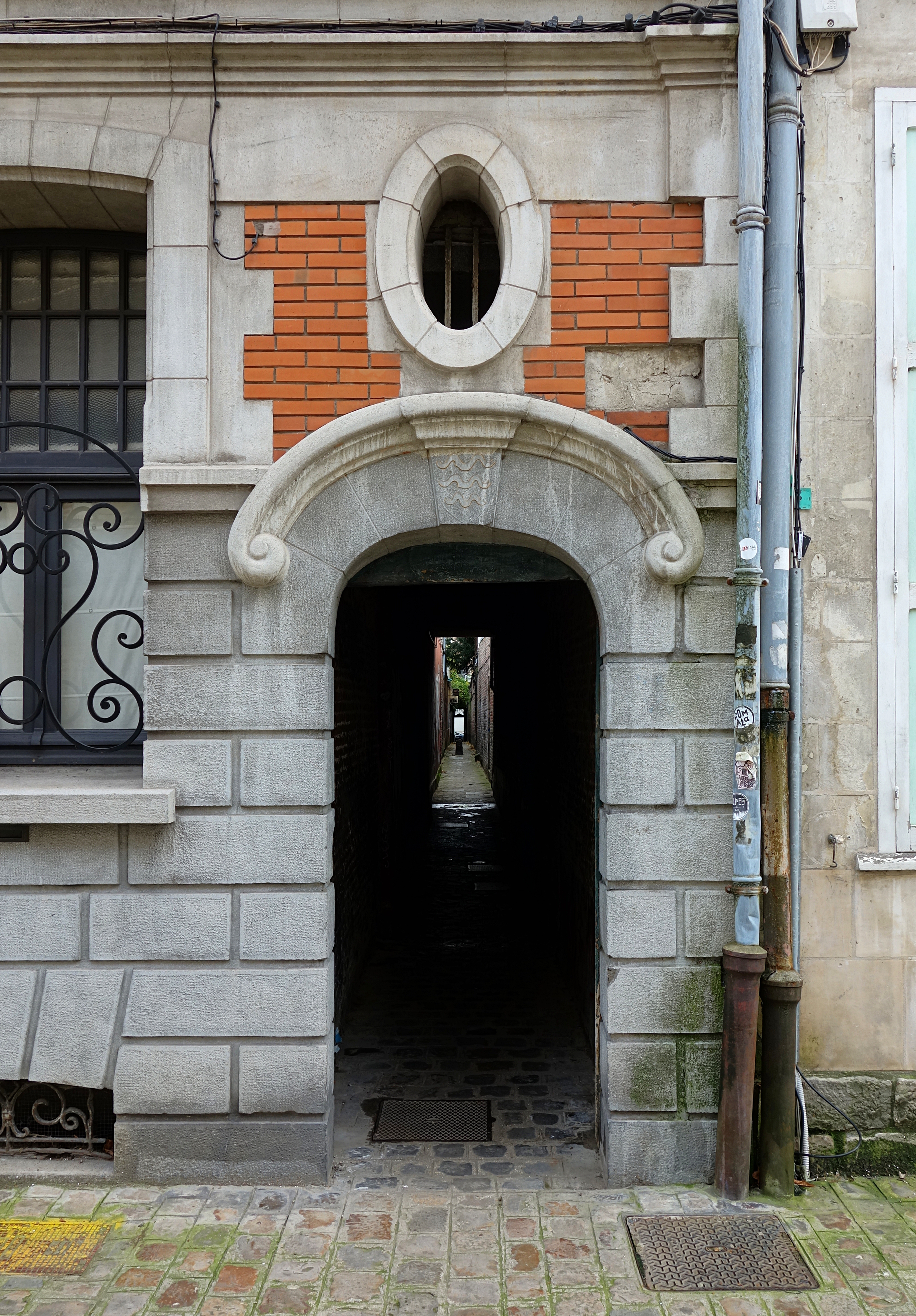
entrée du passage des trois anguilles
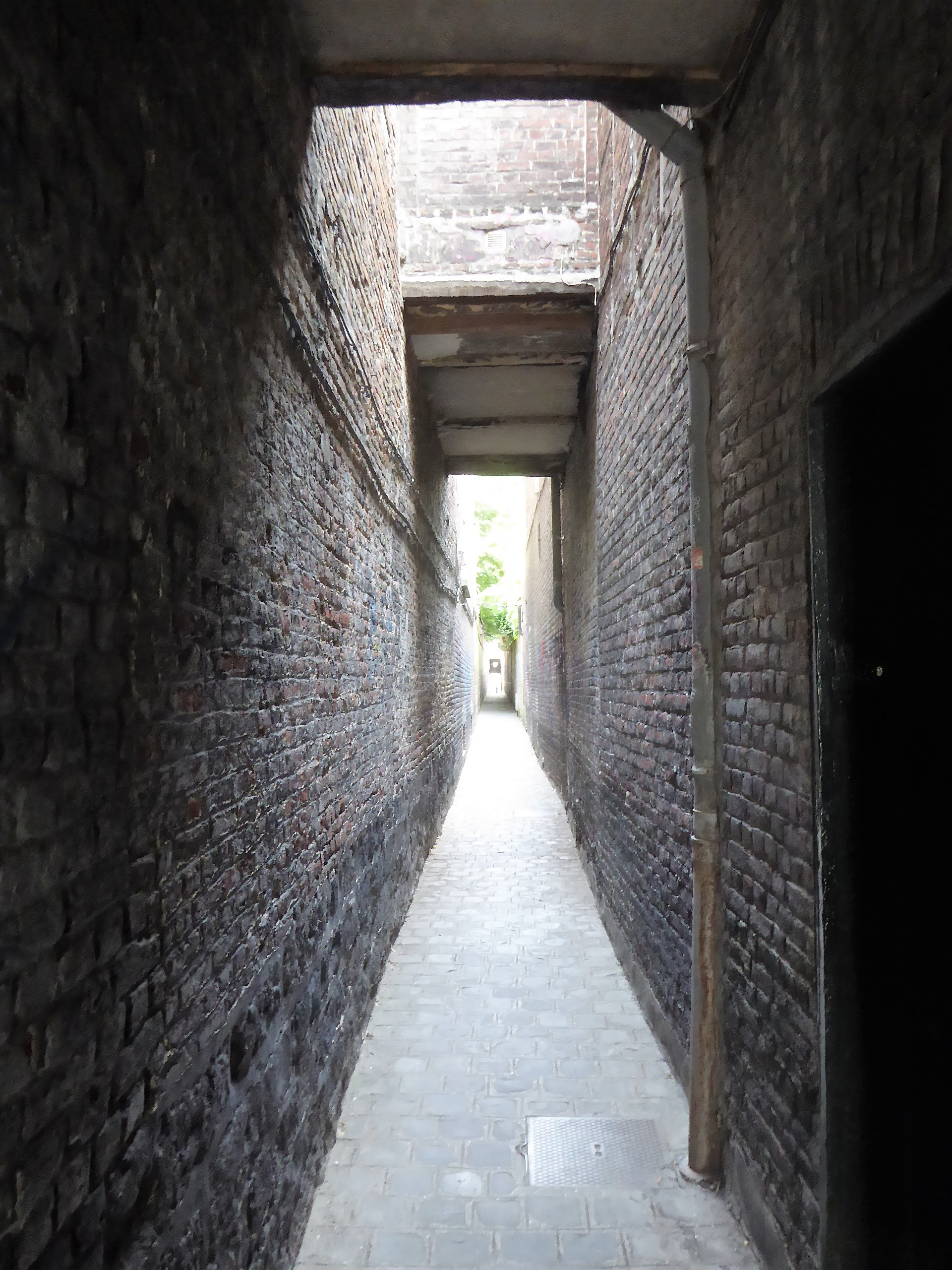
Passage des 3 anguilles